# 皮亚尼科
皮亚尼科（義大利語：Pianico），是意大利贝加莫省的一个市镇。总面积2.62平方公里，人口1489人，人口密度568.3人/平方公里（2009年）。国家统计（ISTAT）代码为016162。